# Хари Хопкинс
Хари Лойд Хопкинс (на английски: Harry Lloyd Hopkins) е американски социален работник, част от близкото обкръжение и съветник на американския президент Франклин Делано Рузвелт, и 8-и подред Търговски секретар на САЩ (1938 – 1940). Един от основоположниците на Новия курс, и особено на програмите за социално подпомагане към Управлението за развитие на работите, които ръководи и устройва като най-крупния работодател в държавата.
През Втората световна война се превръща в един от главните съветници на Рузвелт в областта на дипломацията, а също и автор на политики в програмата Заем-наем, с която помощи в размер на около 50 милиарда са доставени на Съюзниците. Уинстън Чърчил в своите мемоари отделя специално внимание, за да похвали този „естествен водач на хората“, който има „пламтяща душа“.